# Spherillo nigroflavus
Spherillo nigroflavus är en kräftdjursart som beskrevs av Wahrberg1922. Spherillo nigroflavus ingår i släktet Spherillo och familjen Armadillidae. Inga underarter finns listade i Catalogue of Life.